# Casco asciugacapelli

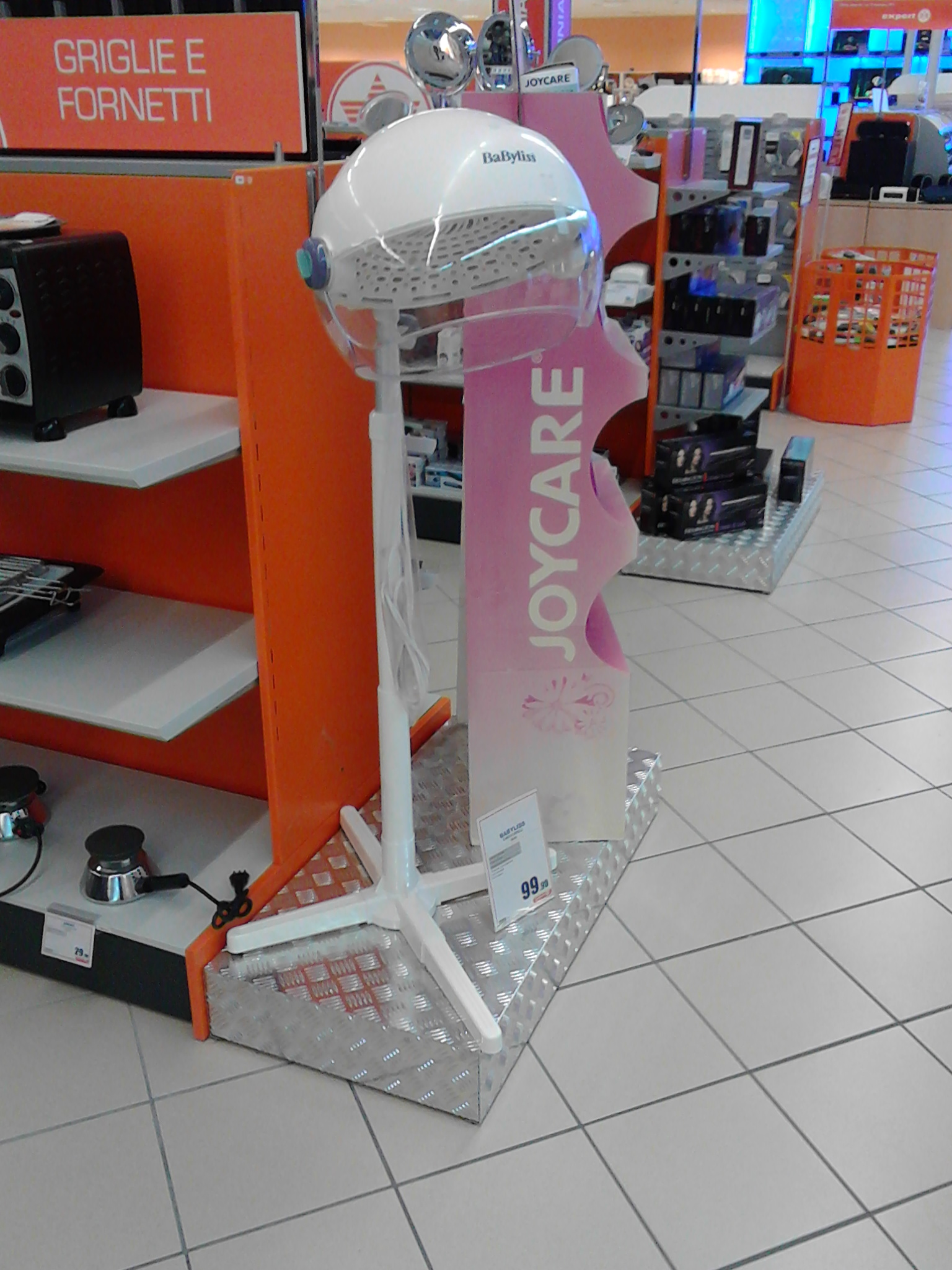
Un casco asciugacapelli

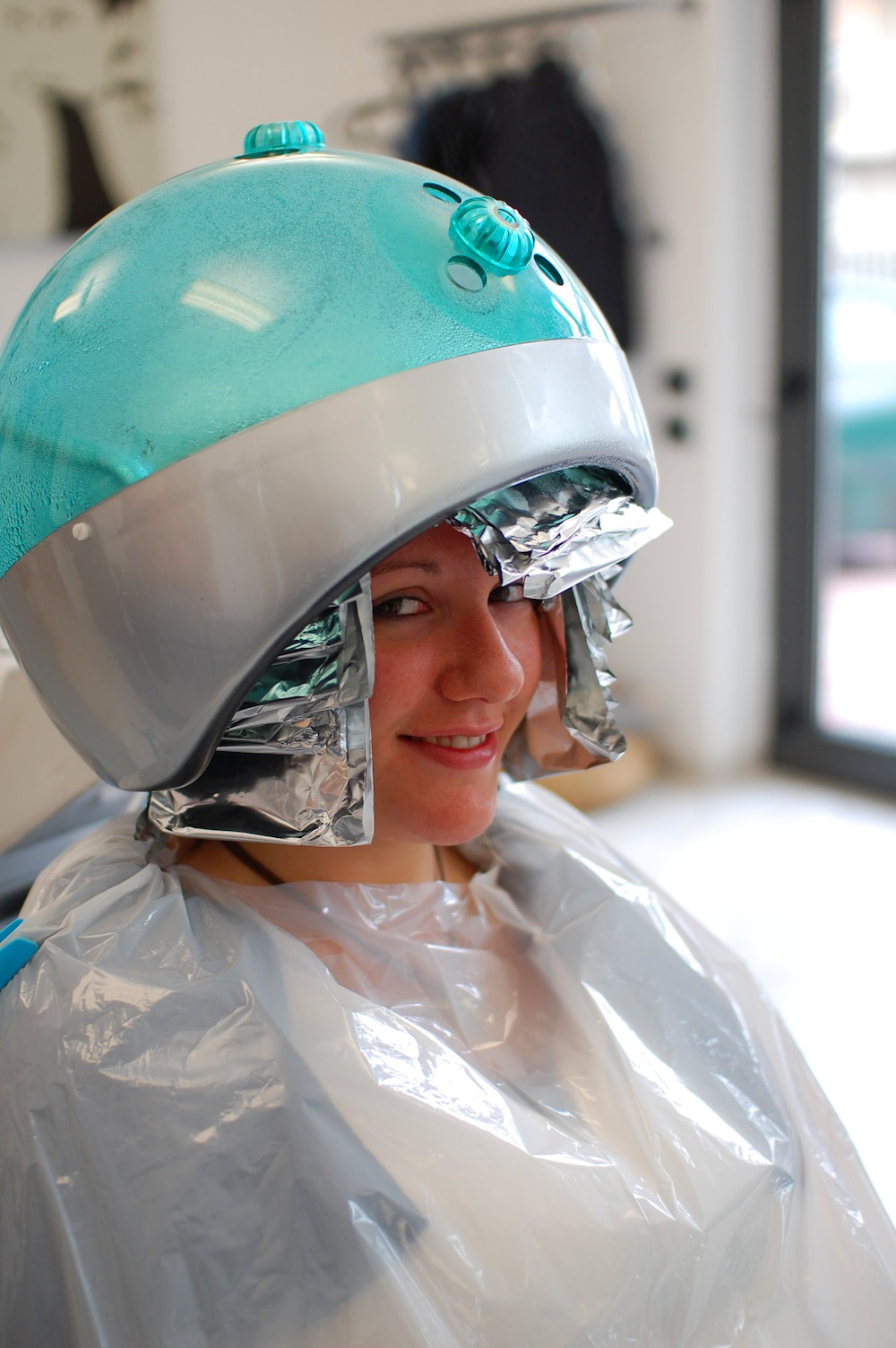
Un impiego di un casco asciugacapelli

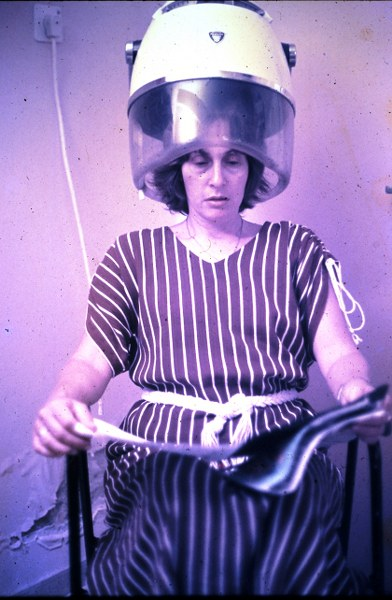
Un altro impiego di un casco asciugacapelli

Il casco asciugacapelli, detto anche asciugacapelli a casco, è un apparecchio elettrico che serve per asciugare i capelli. È normalmente impiegato per uso professionale dalle parrucchiere. Una versione avanzata per uso domestico è la cuffia asciugacapelli.

## Componenti e versioni del casco
Esistono varie versioni del casco: quello composto da un piede con o senza carrello e da una colonna, quello a fissaggio a parete in quanto si allunga il braccio per portare il casco in basso, quello da tavolo e così via. Nella parte alta dell'apparecchio si trova il casco con tutti i suoi componenti elettrici e non. Questo è composto da un vetro nella parte bassa (presente o no a seconda del modello), da un elemento resistivo, da una o più ventole per soffiare fuori l'aria calda e da comandi con manopole e/o interruttori oppure digitali per regolare la velocità della ventola, la temperatura, impostare il timer, attivare l'oscillazione dell'apparecchio (per i modelli dotati di più ventole), ecc. . Nei modelli composti da più ventole, si ha la rotazione completa in maniera assiale che garantisce una distribuzione omogenea e non invasiva del calore. In alcuni modelli a infrarossi, la ventola per soffiare l'aria calda non è presente.

## Funzionamento
Una o più ventole contenute all'interno del casco, grazie all'elemento resistivo, soffiano fuori l'aria calda verso i capelli delle persone asciugandoli tutti insieme.

## Cuffia asciugacapelli

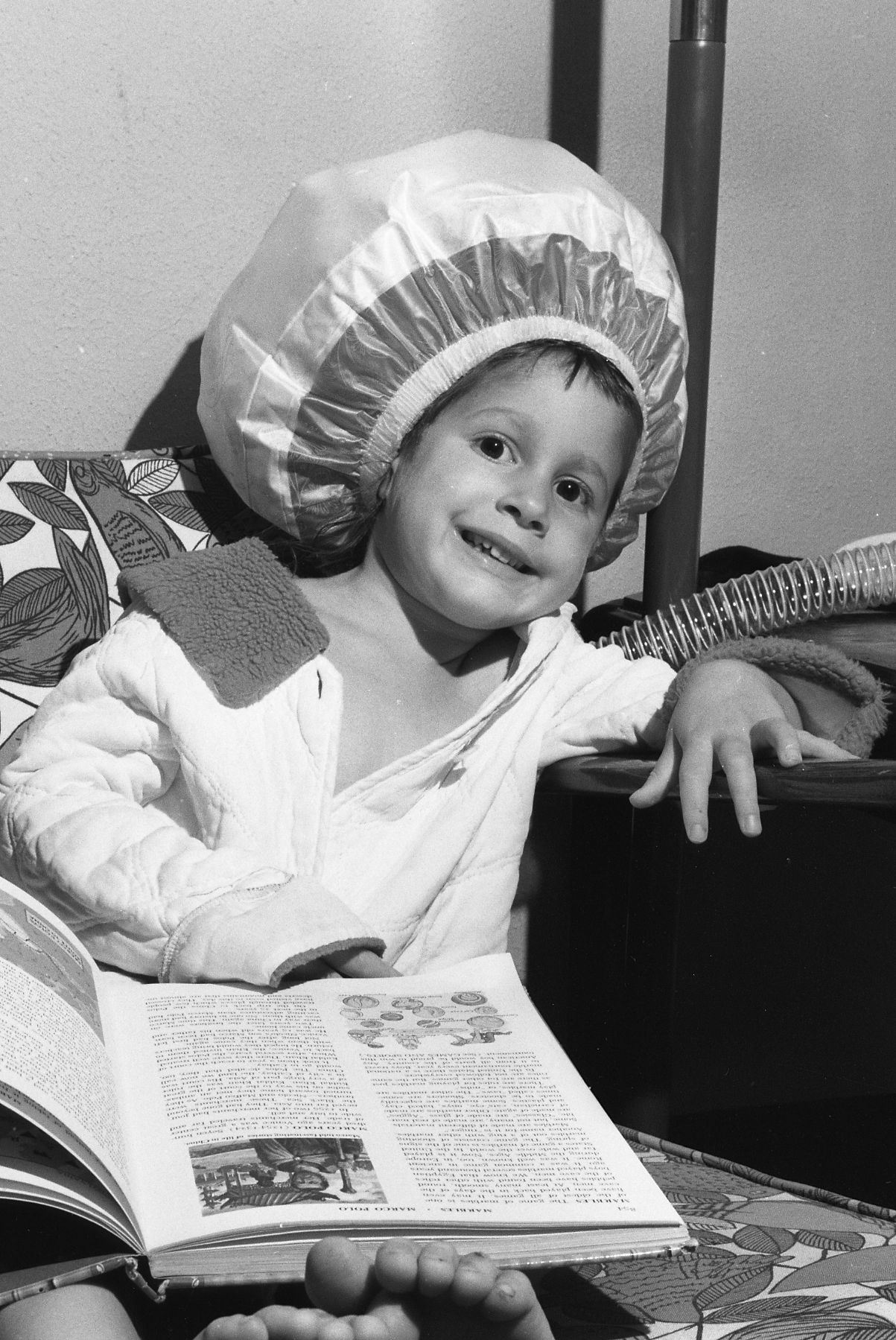
Impiego di una cuffia asciugacapelli

Una tecnologia avanzata è la cuffia asciugacapelli, collegabile alla bocchetta per l'uscita dell'aria calda dei tradizionali asciugacapelli. Il funzionamento di questa cuffia è lo stesso del casco asciugacapelli, ma la differenza sta nel fatto che l'aria calda viene soffiata fuori dall'asciugacapelli e questa, passando tramite un tubo collegato alla cuffia, arriva fino a quest'ultima e asciuga i capelli. Alcuni modelli di cuffia invece vengono fabbricati includendo un motore elettrico con ventola e resistore collegato al tubo di questa per soffiare l'aria calda sostituendo i tradizionali asciugacapelli. Questa cuffia è utile per l'uso domestico.

## Vantaggi e svantaggi

### Vantaggi
Rispetto ai comuni asciugacapelli per uso domestico, questo ha il vantaggio di asciugare i capelli tutti insieme in una volta. Inoltre se si intende utilizzare la cuffia asciugacapelli, questa è comoda per l'uso domestico, in quanto non si sta ad andare sempre dalla parrucchiera per asciugare bene tutti i capelli.

### Svantaggi
Unico svantaggio è che se si intende asciugare i capelli con questo apparecchio elettrico, questi vanno protetti con una cuffia particolare per evitare di bruciarli.